# Jurij Bakarinow
Jurij Michajłowicz Bakarinow (ros. Юрий Михайлович Бакаринов, ur. 8 maja 1938 w Moskwie) – radziecki lekkoatleta, młociarz, medalista mistrzostw Europy z 1962.
Zdobył brązowy medal w rzucie młotem na mistrzostwach Europy w 1962 w Belgradzie, za Gyulą Zsivótzkym z Węgier i swym kolegą z reprezentacji Aleksiejem Bałtowskim.
Zajął 5. miejsce w finale rzutu młotem na igrzyskach olimpijskich w 1964 w Tokio. Zdobył brązowy medal na letniej uniwersjadzie w 1965 w Budapeszcie.
Był mistrzem ZSRR w rzucie młotem w 1964 oraz wicemistrzem w 1962 i 1963.
Jego rekord życiowy wynosił 69,55 m. Został ustanowiony 28 sierpnia 1964 w Kijowie.
Uzyskał stopień doktora nauk pedagogicznych w 1996. Pracował jako trener lekkoatletyczny reprezentacji Rosji.